# Delta Yeti
Il Delta Yeti è un fuoristrada costruito dalla Delta Veicoli Speciali di Torino, verso la fine degli anni sessanta.

## Il contesto
L'idea si deve allo stesso progettista che aveva disegnato il Ferves Ranger e si tratta un piccolo fuoristrada a quattro posti con carrozzeria scoperta e fornito di tetto in tela, applicabile mediante intelaiatura a centine.
La struttura è composta da un telaio in scatolato d'acciaio esterno, la cui sagomatura squadrata caratterizza e condiziona la linea del veicolo.
Venne motorizzato con il propulsore della Fiat 850 e risulta essere il primo fuoristrada dotato di quattro ruote motrici e sterzanti costruito in Italia prodotto per il mercato civile.
Messo in vendita nel 1968 e prodotto in piccolissima serie, nonostante la raffinata tecnica costruttiva, lo "Yeti" ebbe scarso successo, rimanendo in fase poco più che prototipale.
Dopo un paio d'anni il progetto venne acquisito da una nuova azienda di Alba, la Samas, che sostituì il propulsore con quello nuovo introdotto sulla Fiat 127 da 903 cm³, commercializzando il Samas Yeti 903. Nel 1973 la stessa casa presentò anche il progetto di una versione dello Yeti "6x6", cioè a sei ruote motrici, che non ebbe però seguito commerciale.
La modifica effettuata dalla SAMAS non si limitò alla mera sostituzione del propulsore, bensì ad una radicale modifica della meccanica. La principale fu il posizionamento del motore non più a sbalzo sull'assale anteriore  ma arretrato quasi dentro l'abitacolo. Inoltre vennero impiegate componenti meccaniche diverse come la scatola del cambio della Fiat 124, differenziali della Alfa Romeo Giulia, scatola dello sterzo del camioncino Fiat 316; solo la scatola riduttore ripartitore veniva costruita appositamente per questo modello.